# Скеляр ангольський
Скеляр ангольський (Monticola angolensis) — вид горобцеподібних птахів родини мухоловкових (Muscicapidae). Мешкає на півдні Центральної Африці.

## Опис
Довжина птаха становить 16-18 см, вага 44 г. У самців голова, верхня частина тіла і горло сизі, крила поцятковані чорними плямками. Нижня частина тіла рудувато-коричнева, нижня частина живота і гузка білуваті. Самиці мають дещо світліше забарвлення, верхня частина тіла у них більш плямиста, білувата пляма на живота більша, плавно переходить в руді груди.

## Підвиди
Виділяють два підвиди:
- M. a. angolensis de Sousa, JA, 1888 — від Анголи і півдня ДР Конго до Руанди, Танзанії і північної Замбії;
- M. a. hylophilus Clancey, 1965 — південна Замбія, Зімбабве, захід Малаві і Мозамбіку.

## Поширення і екологія
Ангольські скелярі мешкають в Демократичній Республіці Конго, Руанді, Бурунді, Замбії, Зімбабве, Малаві, Мозамбіку і Ботсвані. Вони живуть в лісистих саванах міомбо. Зустрічаються на висоті від 660 до 2250 м над рівнем моря. Живляться термітами, мурахами, жуками, їх личинками, павуками та іншими дрібними безхребетними, яких шукають на землі. Сезон розмноження триває з серпня по грудень. Гніздо чашоподібне, робиться з трави і рослинних волокон, розміщується в дуплах дерев, на висоті до 2 м над землею. В кладці 3-4 яйця. Інкубаційний період триває 13-15 днів, насиджує і самиця і самець. Пташенята покидають гніздо через 16-20 днів після вилуплення, за ними доглядають і самиці, і самці.